# Юбилейный (Иркутская область)
Юбиле́йный — посёлок в Киренском районе Иркутской области. Административный центр Юбилейнинского муниципального образования.

## География
Посёлок находится на левом берегу реки Лена, на расстоянии 78 км к северо-востоку от города Киренск, административного центра района.

## Население
| 2002 | 2010 | 2011 | 2012 |
| ---- | ---- | ---- | ---- |
| 540  | ↘471 | ↘470 | ↘454 |

## Улицы
| - ул. 40 лет Победы, - ул. 70 лет Октября, - ул. Береговая, - ул. Гагарина, | - ул. Ленская, - ул. Лесная, - ул. Мира, - пер. Молодёжный, | - ул. Новосибирская, - ул. Октябрьская, - ул. Светлая, - ул. Таёжная. |